# Llissa agut
La llissa agut, la llissa fusany, el caluc, la caluga, la llissa, la llissa de cap xiquet, la llíssera fusany, la llísera fussany o la sama (Liza saliens) és un peix teleosti de la família dels mugílids i de l'ordre dels perciformes.